# Randy Velischek
Randolph John „Randy“ Velischek (* 10. Februar 1962 in Montreal, Québec) ist ein ehemaliger kanadischer Eishockeyspieler, -trainer und Sportkommentator, der im Verlauf seiner aktiven Karriere zwischen 1979 und 1995 unter anderem 553 Spiele für die Minnesota North Stars, New Jersey Devils und Nordiques de Québec in der National Hockey League (NHL) auf der Position des Verteidigers bestritten hat. Nach seinem Karriereende arbeitete Velischek über ein Jahrzehnt als Sportkommentator und trainierte kurzzeitig das Franchise der Metropolitan Riveters in der National Women’s Hockey League (NWHL).

## Karriere
Velischek verbrachte die ersten beiden Jahre seiner Juniorenzeit zwischen 1977 und 1979 in seiner Heimatprovinz Québec. In diesem Zeitraum bestritt der Verteidiger einige Partien für die Éperviers de Verdun in der Ligue de hockey junior majeur du Québec (LHJMQ). Im Sommer 1979 entschied sich der Kanadier jedoch seine Ausbildung an einer US-amerikanischen Universität fortzusetzen und so zog es ihn an das Providence College. Dort verbrachte er die folgenden vier Jahre bis zum Sommer 1983 zu Studienzwecken, lief parallel aber auch für die Eishockeymannschaft des Colleges, die Friars, in der ECAC Hockey, einer Division im Spielbetrieb der National Collegiate Athletic Association (NCAA), auf. In diesem Zeitraum erhielt Velischek zahlreiche individuelle Auszeichnungen, unter anderem wurde er 1983 als Athlet des Jahres des Colleges ausgezeichnet. Zudem war er bereits im NHL Entry Draft 1980 in der dritten Runde an 53. Stelle von den Minnesota North Stars aus der National Hockey League (NHL) ausgewählt worden.
Nach dem erfolgreichen Abschluss des Studiums mit der Auszeichnung magna cum laude debütierte der Abwehrspieler noch zum Ende der Saison 1982/83 für die North Stars in der NHL. Mit Beginn der folgenden Spielzeit pendelte er für die folgenden beiden Jahre zwischen dem NHL-Kader Minnesotas und deren Farmteams, den Salt Lake Golden Eagles in der Central Hockey League (CHL) und den Springfield Indians in der American Hockey League (AHL). Der Durchbruch in der NHL gelang Velischek erst im Verlauf der Saison 1985/86, nachdem er kurz vor dem Saisonbeginn im Oktober 1985 im NHL Waiver Draft von den New Jersey Devils ausgewählt worden war, die damit seinen laufenden Vertrag übernahmen. Nach einer kurzen Eingewöhnungszeit bei den Maine Mariners in der AHL war er ab Januar 1986 bis zum Sommer 1990 für mehr als vier Jahre Stammspieler der Devils. Im August 1990 trennte sich New Jersey allerdings von dem Defensivakteur, als er an die Nordiques de Québec abgegeben wurde, um ein Transfergeschäft zwischen beiden Franchises aus dem März desselben Jahres zu begleichen. Damals hatten die New Jersey Devils den Tschechoslowaken Peter Šťastný von den Franko-Kanadiern erhalten.
In Diensten der Nordiques verlor der fast 30-Jährige im Verlauf der beiden folgenden Spielzeiten seinen Stammplatz in der NHL und kam vermehrt bei den Halifax Citadels in der AHL zu Einsatzzeiten. Darüber hinaus bestritt er zwischen 1993 und 1995 Spiele für das Nachfolgeteam Cornwall Aces in der AHL sowie die Milwaukee Admirals in der International Hockey League (IHL). Im Sommer 1995 wechselte er schließlich in Ermangelung neuer Angebote nach England, wo er einige Partien für die Durham Wasps absolvierte, ehe er als Sportkommentator für die Partien seines Ex-Teams New Jersey Devils tätig wurde und seine aktive Karriere damit beendete. In der Saison 2018/19 trat Velischek als Cheftrainer der Metropolitan Riveters in der National Women’s Hockey League (NWHL) in Erscheinung.

## Erfolge und Auszeichnungen
| - 1982 ECAC Second All-Star Team - 1983 ECAC Player of the Year - 1983 ECAC First All-Star Team | - 1983 NCAA East First All-American Team - 1983 Providence College Athlete of the Year - 1997 Aufnahme in die Providence College Athletic Hall of Fame |

## Karrierestatistik
(Legende zur Spielerstatistik: Sp oder GP = absolvierte Spiele; T oder G = erzielte Tore; V oder A = erzielte Assists; Pkt oder Pts = erzielte Scorerpunkte; SM oder PIM = erhaltene Strafminuten; +/− = Plus/Minus-Bilanz; PP = erzielte Überzahltore; SH = erzielte Unterzahltore; GW = erzielte Siegtore; 1 Play-downs/Relegation; Kursiv: Statistik nicht vollständig)